# 加瓦
10°19′N 3°10′W / 10.317°N 3.167°W
加瓦（法語：Gaoua）是布基納法索西南端的城市，也是西南大區與波尼省的首府，位於首都瓦加杜古西南，毗鄰與科特迪瓦和加納接壤的邊界，市內有機場設施，居民主要從事農業，2008年人口26,023。